# Муктикольский сельский округ
Муктикольский сельский округ — административно-территориальна единица Житикаринского района в составе Костанайской области был образован постановлением акимата района №282 от 23 декабря 2019 года.  Центром округа является — Муктиколь. Также входят села Тимирязево и Волгоградское. 

## Население
Общая численность населения — 504 человека.

## Населённые пункты
В состав сельского округа входят 3 населённых пункта.
| № | Населённый пункт   | Население |
| - | ------------------ | --------- |
| 1 | село Муктиколь     | 225       |
| 2 | село Тимирязево    | 207       |
| 3 | село Волгоградское | 72        |